# 7208 Ашурбаніпал
7208 Ашурбаніпал (7208 Ashurbanipal) — астероїд головного поясу, відкритий 24 вересня 1960 року.
Тіссеранів параметр щодо Юпітера — 3,687.